# Lalleyriat
Lalleyriat är en kommun i departementet Ain i regionen Auvergne-Rhône-Alpes i östra Frankrike. Kommunen ligger  i kantonen Nantua som ligger i arrondissementet Nantua. Kommunens areal är 15,25 km². År 2018 hade Lalleyriat 251 invånare.

## Befolkningsutveckling
Antalet invånare i kommunen Lalleyriat
Referens: INSEE